# Скоша (Каліфорнія)
Скоша (англ. Scotia) — переписна місцевість (CDP) в США, в окрузі Гумбольдт штату Каліфорнія. Населення — 681 особа (2020).

## Географія
Скоша розташована за координатами 40°28′36″ пн. ш. 124°6′12″ зх. д. / 40.47667° пн. ш. 124.10333° зх. д. (40.476612, -124.103347).  За даними Бюро перепису населення США в 2010 році переписна місцевість мала площу 2,18 км², з яких 1,93 км² — суходіл та 0,25 км² — водойми.

### Клімат
| Клімат : Скоша          | Клімат : Скоша | Клімат : Скоша | Клімат : Скоша | Клімат : Скоша | Клімат : Скоша | Клімат : Скоша | Клімат : Скоша | Клімат : Скоша | Клімат : Скоша | Клімат : Скоша | Клімат : Скоша | Клімат : Скоша | Клімат : Скоша |
| Показник                | Січ.           | Лют.           | Бер.           | Квіт.          | Трав.          | Черв.          | Лип.           | Серп.          | Вер.           | Жовт.          | Лист.          | Груд.          | Рік            |
| Абсолютний максимум, °C | 24,4           | 27,8           | 30,0           | 32,2           | 36,1           | 36,7           | 38,9           | 35,6           | 36,7           | 36,1           | 27,2           | 22,8           | 38,9           |
| Середній максимум, °C   | 12,9           | 14,1           | 14,7           | 15,7           | 17,3           | 19,1           | 20,6           | 21,3           | 21,6           | 19,6           | 15,8           | 13,1           | 17,2           |
| Середній мінімум, °C    | 4,6            | 5,3            | 5,8            | 6,9            | 8,7            | 10,6           | 11,6           | 11,8           | 10,5           | 8,8            | 6,8            | 5,0            | 8,1            |
| Абсолютний мінімум, °C  | −6,7           | −5             | −1,7           | 0,0            | 0,6            | 4,4            | 4,4            | 5,0            | 2,8            | −2,2           | −2,8           | −8,3           | −8,3           |
| Норма опадів, мм        | 220            | 189            | 169            | 89             | 43             | 16             | 2              | 6              | 15             | 75             | 161            | 232            | 1219           |
| Днів з опадами          | 16             | 15             | 16             | 12             | 9              | 5              | 2              | 2              | 3              | 8              | 14             | 16             | 118,0          |
| ----------------------- | -------------- | -------------- | -------------- | -------------- | -------------- | -------------- | -------------- | -------------- | -------------- | -------------- | -------------- | -------------- | -------------- |
| Джерело: WRCC           |                |                |                |                |                |                |                |                |                |                |                |                |                |

## Демографія
Згідно з переписом 2010 року, у переписній місцевості мешкало 850 осіб у 265 домогосподарствах у складі 212 родин. Густота населення становила 390 осіб/км².  Було 273 помешкання (125/км²).
Расовий склад населення:
| - 79,3 % — білих - 4,1 % — корінних американців - 1,1 % — вихідців з тихоокеанських островів - 0,4 % — чорних або афроамериканців - 0,4 % — азіатів - 10,6 % — осіб інших рас |

До двох чи більше рас належало 4,2 %. Частка іспаномовних становила 17,6 % від усіх жителів.
За віковим діапазоном населення розподілялося таким чином: 37,9 % — особи молодші 18 років, 59,4 % — особи у віці 18—64 років, 2,7 % — особи у віці 65 років та старші. Медіана віку мешканця становила 26,0 року. На 100 осіб жіночої статі у переписній місцевості припадало 104,8 чоловіків;  на 100 жінок у віці від 18 років та старших — 103,1 чоловіків також старших 18 років.
Середній дохід на одне домашнє господарство  становив 67 018 доларів США (медіана — 53 621), а середній дохід на одну сім'ю — 71 792 долари (медіана — 53 813). За межею бідності перебувало 5,9 % осіб, у тому числі 4,3 % дітей у віці до 18 років та 0,0 % осіб у віці 65 років та старших.
Цивільне працевлаштоване населення становило 405 осіб. Основні галузі зайнятості: мистецтво, розваги та відпочинок — 15,8 %, будівництво — 15,1 %, освіта, охорона здоров'я та соціальна допомога — 14,8 %.